# IBoat
L'iBoat (aussi écrit I.Boat ou I.BOAT) est un ancien ferry de 687 m2 sur 3 niveaux. Anciennement nommé La Vendée, qui effectuait la traversée entre l'île d’Yeu et Fromentine de 1969 à 2006, reconverti ensuite en salle de concert, discothèque et espace culturel pour conférences et expositions, bars et restaurants, situé aux Bassins à flot dans le quartier Bacalan au nord de Bordeaux et inauguré en 2011.

## Présentation
Les travaux d'aménagement du bateau sont confiés à Sophie Nicolas (architecte parisienne) et à Jean-François Buisson, artiste sculpteur bordelais dont la spécialité est de travailler la ferraille.
L'établissement compte 687 m2 d'espaces dispersés sur trois étages :
- Au rez-de-chaussée (pont principal), un bar en faïence avec une véranda et une salle de bar avec des assises, décoration d'inspiration Memphis.
- À l'étage (pont supérieur), un espace pluriculturel et évènementiel modulable, une terrasse de 40 places assises avec vue sur le bassin à flot ainsi qu'un restaurant baptisé Le Vogue.
- Au sous-sol, une cale, salle de concert et discothèque d'une capacité de 350 personnes ainsi qu'un bar rétroéclairé conçu par Jean-Francois Buisson[2],[3],[4].

L'iBoat ouvre le 29 septembre 2011.
La direction est d'abord assurée par Olivier Guet, le gérant de la péniche Batofar à Paris. Benoît Guérinault reprend la direction du bateau deux ans plus tard en 2013.
Les travaux de rénovation durent cinq ans, d’abord à Saint-Nazaire puis à Bordeaux. La Vendée était peinte de couleurs blanche et noire, l'ancien ferry est repeint en jaune, noir et gris, avant d’être rebaptisée iBoat pour « Intelligent Boat ». Son premier nom reste encore visible sur la proue.
Parmi les artistes déjà venus jouer, on compte des artistes confirmés comme Justice, Sugarhill Gang, Laurent Garnier, Lil Louis, Arnaud Rebotini, Havoc de Mobb Deep, Peter Hook de New Order, Anne Clark, Nicolas Jaar, Lydia Lunch, Soulfly, Grandmaster Flash, Philippe Katerine, Isaac Delusion, M83, Superpoze, Naive New Beaters, Lescop, Baxter Dury, Biga Ranx, The Fleshtones, Gui Boratto, Nina Kraviz, Carl Craig  …), des artistes débutants comme London Grammar, Lescop, Parcels, The Blessed Madonna, Nils Frahm, La Femme, ainsi que des artistes locaux,,.

## Projets culturels
L'iBoat propose des formats hors les murs consacrés aux arts numériques et au cinéma au CAPC (Alva Noto en live), à la base sous-marine de Bordeaux (programmation de Cerrone, Chloé, Kerri Chandler, Rone et Tale Of Us), installation de 1024 architecture, exposition du plasticien Romain Tardy, …), à la cathédrale de Bordeaux (performance laser par Robin Fox), Cour Mably (1er live de Paradis) ainsi que des festivals : 
- Hors Bord, festival des cultures électroniques (en 2016 et 2017)[9].

- Ahoy, festival qui succède à Hors Bord en 2018. La première édition a eu lieu du 1er au 3 juin 2018 sur quatre sites : la dalle du Pertuis, au pied de la base sous-marine, dans la base sous-marine et à l'iBoat et a réuni près de 10 000 personnes. Au cours de ces trois jours une quarantaine d’artistes jouent sur les différentes scènes. La programmation est des concerts, lives audio-visuel, performances digitales (dont deux projets inédits à la Base Sous-Marine), déambulations artistiques autour des Bassin à flots, spectacles jeune public, dj sets, ateliers de création numérique ou de production musicale. Interrompu par le covid, le festival reprend en 2021, du 23 au 25 juillet et met les Pays Basque à l'honneur[13] .

- Rêve de Jour, organisé dans le cadre de la saison culturelle bordelaise "Ressources !" du 13 au 17 juillet 2021 au Parvis des Archives municipales de Bordeaux[14],[15]. L'édition 2022 a également lieu du 13 au 17 juillet[16].

Le 16 mai 2018, l'iBoat a quitté l'emplacement qui était le sien sur le quai Lawton, et est désormais définitivement installé à l'extrémité du même quai, côté pont du Pertuis. L'embarcation étant "désarmée" (privée de moteur), ce sont des navires pousseurs qui ont procédé au déplacement d’une centaine de mètres jusqu'au nouveau poste d'amarrage,.
L'iBoat s'étend avec des installations telles que :
- La plage de l'iBoat : lieu de 1000 m2 (400 m2 de terrasse en bois et 600 m2 de pavés), destinée aux films en plein air à la belle étoile, aux marchés, aux concerts, aux lotos, des dj sets, etc. Elle a été inaugurée le 19 juin 2018[19].

- Blonde Venus : à côté de l'iBoat, un chapiteau est monté sur le quai. Il est inauguré et baptisé en octobre 2020 "Blonde Venus" en référence au film américain Blonde Venus sorti en 1932 avec Marlène Dietrich. Il s’agit plus précisément d’un bal monté : « un lieu de danse démontable, comme il en a existé entre les années 30 et les années 90 pour les fêtes de village », explique Benoît Guérinault, directeur artistique de l’iBoat. D’une superficie de 250 mètres carrés, pouvant accueillir 500 personnes debout et 150 assises, cette structure est achetée dans la région de Chaumont[20] et ouvre ses portes le 15 octobre 2020[21]. Cette scène offre un cabaret de curiosités[C'est-à-dire ?] en automne/hiver et une guinguette moderne au printemps/été[22].

L’iBoat héberge pendant six mois, d’octobre 2011 à avril 2012, le « Bibliobato », bibliothèque éphémère mise en place par la mairie pour le jeune public.

## Historique du ferryLa Vendée
En 1969, la compagnie Yeu Continent (nom commercial de la régie départementale des Passages d’Eau de Vendée) fait construire par les chantiers La Perrière de Lorient un navire plus grand et plus confortable que le paquebot alors en usage, le "Président Auguste Durand" : "La Vendée". D'une longueur de 48,50 mètres et d'une largeur de 10,20 mètres, il était équipé de moteurs diesel de 750 chevaux, d'un double gouvernail, de stabilisateurs antiroulis, d'un radar, d'un système hydraulique de charge. Composé de deux salons superposés et d'un bar, il assurait le transport de 700 passagers et pouvait embarquer jusqu'à 20 voitures. Il pouvait voguer jusqu'à une vitesse de 12 nœuds en une traversée d'environ 1 heure 15 environ. Il a ainsi permis une augmentation rapide des flux touristiques à destination de l’Île d’Yeu,,.
Pour l’anecdote, c’est le ferry qui a servi lors du vol du cercueil de Philippe Pétain en 1973.
La Vendée sera finalement remplacée au bout de 36 ans par deux navires à grande vitesse (le Pont d’Yeu et le Châtelet), mis en service en 2006, d’une capacité de 430 passagers et propulsés par quatre moteurs de 1 900cv chacun. Ces deux catamarans permettent une traversée qui s’effectue seulement en 30 minutes.

## Liens
- Site officiel